# Persone di nome Patrik
| Questa pagina contiene informazioni ricavate automaticamente dalle voci biografiche con l'ausilio del template Bio e di un bot. L'aggiornamento è periodico e automatico e ricostruisce completamente la pagina. Se manca una persona in questa lista, sei pregato di non aggiungerla, ma accertati piuttosto che la sua voce biografica contenga il template Bio e che i dati anagrafici siano correttamente compilati. Se il template Bio manca, inseriscilo tu stesso o, in alternativa, metti l'avviso {{tmp\|Bio}} che ne segnala la mancanza. Se i dati riportati sono sbagliati, correggi direttamente la voce biografica; le modifiche saranno visibili in questa lista entro pochi giorni. Per chiarimenti vedi il progetto antroponimi. La lista contiene solo le 64 persone che sono citate nell'enciclopedia e per le quali è stato implementato correttamente il template Bio. Pagina aggiornata al 16 ott 2024. |

Questa è una lista di persone presenti nell'enciclopedia che hanno il prenome Patrik, suddivise per attività principale.

## Allenatori di calcio(1)
- Patrik Ingelsten, allenatore di calcio e ex calciatore svedese (Hillerstorp, n. 1982)

## Allenatori di hockey su ghiaccio(2)
- Patrik Augusta, allenatore di hockey su ghiaccio e ex hockeista su ghiaccio ceco (Jihlava, n. 1969)
- Patrik Martinec, allenatore di hockey su ghiaccio, dirigente sportivo e ex hockeista su ghiaccio ceco (Jilemnice, n. 1971)

## Allenatori di tennis(1)
- Patrik Kühnen, allenatore di tennis e ex tennista tedesco (Püttlingen, n. 1966)

## Architetti(1)
- Patrik Schumacher, architetto e docente tedesco (Bonn, n. 1961)

## Calciatori(37)
- Patrik Andersson, ex calciatore svedese (Borgeby, n. 1971)
- Patrik Bacsa, calciatore ungherese (Miskolc, n. 1992)
- Patrik Bardhi, calciatore albanese (Tirana, n. 1998)
- Patrik Baumann, ex calciatore svizzero (Basilea, n. 1986)
- Patrik Berger, ex calciatore ceco (Praga, n. 1973)
- Patrik Blahút, calciatore slovacco (Voznica, n. 1997)
- Patrik Bojent, ex calciatore svedese (Växjö, n. 1980)
- Patrik Brandner, calciatore ceco (Drozdov, n. 1994)
- Patrik Carlgren, calciatore svedese (Falun, n. 1992)
- Patrik Camilo Cornélio da Silva, ex calciatore brasiliano (San Paolo, n. 1990)
- Patrik Demjén, calciatore ungherese (Esztergom, n. 1998)
- Patrik Fredholm, ex calciatore svedese (Stoccolma, n. 1978)
- Patrik Gedeon, calciatore ceco (Chomutov, n. 1975)
- Patrik Gunnarsson, calciatore islandese (Kópavogur, n. 2000)
- Patrik Hellebrand, calciatore ceco (Uherskè Hradiste, n. 1999)
- Patrik Hidi, calciatore ungherese (Győr, n. 1990)
- Patrik Hrošovský, calciatore slovacco (Prievidza, n. 1992)
- Patrik Iľko, calciatore slovacco (Bardejov, n. 2001)
- Patrik Ježek, ex calciatore ceco (Plzeň, n. 1976)
- Patrik Johannesen, calciatore faroese (n. 1995)
- Christoffer Källqvist, ex calciatore svedese (Göteborg, n. 1983)
- Patrik Karlsson Lagemyr, ex calciatore svedese (Göteborg, n. 1996)
- Patrik Křap, calciatore ceco (n. 1981)
- Patrik Leitner, calciatore slovacco (Žilina, n. 2002)
- Patrik Macej, calciatore ceco (Ostrava, n. 1994)
- Patrik Mercado, calciatore ecuadoriano (Tena, n. 2003)
- Patrik Mišák, calciatore slovacco (Trenčín, n. 1991)
- Patrik Mráz, calciatore slovacco (Púchov, n. 1987)
- Patrik Myslovič, calciatore slovacco (Turčianske Teplice, n. 2001)
- Patrik Poór, calciatore ungherese (Győr, n. 1993)
- Patrik Schick, calciatore ceco (Praga, n. 1996)
- Patrik Siegl, calciatore ceco (Šternberk, n. 1976)
- Patrik Tischler, calciatore ungherese (Budapest, n. 1991)
- Patrik Vajda, calciatore slovacco (Banská Bystrica, n. 1989)
- Patrik Vass, calciatore ungherese (Budapest, n. 1993)
- Patrik Vydra, calciatore ceco (Beroun, n. 2003)
- Patrik Žitný, calciatore ceco (n. 1999)

## Cantanti(1)
- Patrik Isaksson, cantante svedese (Essinge församling, n. 1972)

## Cantautori(1)
- Nomy, cantautore svedese (Ulricehamn, n. 1979)

## Cestisti(1)
- Patrik Auda, cestista ceco (Brno, n. 1989)

## Ciclisti su strada(2)
- Patrik Tybor, ex ciclista su strada slovacco (Dubnica nad Váhom, n. 1987)
- Patrick Versluys, ex ciclista su strada e dirigente sportivo belga (Eeklo, n. 1958)

## Giocatori di curling(1)
- Patrik Lörtscher, giocatore di curling svizzero (n. 1960)

## Giocatori di poker(1)
- Patrik Antonius, giocatore di poker finlandese (Helsinki, n. 1980)

## Hockeisti su ghiaccio(5)
- Patrik Berglund, hockeista su ghiaccio svedese (Västerås, n. 1988)
- Patrik Eliáš, ex hockeista su ghiaccio ceco (Třebíč, n. 1976)
- Patrik Juhlin, ex hockeista su ghiaccio svedese (Huddinge, n. 1970)
- Patrik Laine, hockeista su ghiaccio finlandese (Tampere, n. 1998)
- Patrik Štefan, ex hockeista su ghiaccio ceco (Příbram, n. 1980)

## Nuotatori(1)
- Patrik Isaksson, ex nuotatore svedese (Västerås, n. 1973)

## Pallamanisti(1)
- Patrik Ćavar, ex pallamanista croato (Metković, n. 1971)

## Pentatleti(1)
- Georg de Laval, pentatleta e tiratore a segno svedese (Stoccolma, n. 1883 - Stoccolma, † 1970)

## Politici(1)
- Patrik Köbele, politico tedesco (Weil am Rhein, n. 1962)

## Sciatori alpini(1)
- Patrik Järbyn, ex sciatore alpino svedese (Borås, n. 1969)

## Scrittori(1)
- Patrik Ouředník, scrittore, poeta e saggista ceco (Praga, n. 1957)

## Tennisti(3)
- Patrik Fredriksson, ex tennista svedese (Växjö, n. 1973)
- Patrik Niklas-Salminen, tennista finlandese (Tampere, n. 1997)
- Patrik Rikl, tennista ceco (Bradenton, n. 1999)

## Velocisti(1)
- Patrik Šorm, velocista ceco (Praga, n. 1993)